# Liste der Kulturdenkmale in Chemnitz-Morgenleite
In der Liste der Kulturdenkmale in Chemnitz-Morgenleite sind die Kulturdenkmale des Chemnitzer Stadtteils Morgenleite verzeichnet, die bis September 2024 vom Landesamt für Denkmalpflege Sachsen erfasst wurden (ohne archäologische Kulturdenkmale). Die Anmerkungen sind zu beachten.
Diese Aufzählung ist eine Teilmenge der Liste der Kulturdenkmale in Chemnitz.

## Liste der Kulturdenkmale in Chemnitz-Morgenleite
| Bild                                    | Bezeichnung                                                                                           | Lage                             | Datierung                                                                       | Beschreibung | ID       |
| --------------------------------------- | --- | -------------------------------- | ------------------------------------------------------------------------------- | --- | -------- |
|                                         | Wohnhaus                                                                                              | Am Rummel 7 (Karte)              | 3. Viertel 19. Jahrhundert                                                      | Ländliches Wohnhaus mit Fachwerkobergeschoss, partielle Holzverkleidung mit Zierformen, einer der wenigen verbliebenen Zeugnisse der ursprünglichen Bebauung des Waldhufendorfes Markersdorf, baugeschichtlich von Bedeutung | 09204635 |
| Direkt Bild zu diesem Denkmal hochladen | Bildwerk, bestehend aus fünf Emailletafeln mit verbindender Formsteinwand                             | Bruno-Granz-Straße (Karte)       | 1982                                                                            | Gestaltet von Chemnitzer Künstlern in Industrie-Emaille, wesentlicher Bestandteil der städtebaulichen Planungen, stadtentwicklungsgeschichtlich, kunsthistorisch, künstlerisch und sozialgeschichtlich von Bedeutung. Die fünf großformatigen Bildtafeln grenzen an den rückwertigen Schulhof der Albert-Schweizer-, bis 2008 Nikolaus-Kopernikus-Oberschule, an und gehören damit zu dem ehemaligen Baugebiet V, das zwischen 1977 und 1982 als Teil des Großbauprojektes Fritz-Heckert-Gebiet errichtet wurde. Sie wurden von Chemnitzer Künstlern in Industrie-Emaille ausgeführt und werden durch eine zick-zack-förmig-verlaufende Wand aus Formsteinen miteinander verbunden. Neben der verbindenden Formsteinwand lässt die Verwendung einer identischen Werktechnik die stilistisch und motivisch sehr unterschiedlichen Bildtafeln zu einem künstlerischen Gesamtwerk werden. Die erste Bildtafel „Landschaft“ wurde von dem Maler Lutz Voigtmann geschaffen. Auf insgesamt 18 rechteckigen kleinen Platten ist hier eine Landschaft mit Flussmündung in der Vogelperspektive dargestellt. Nach zwei im rechten Winkel verlaufenden Wandsegmenten folgt die Arbeit des Grafikers Thomas Ranft. Sie trägt ebenfalls den Titel „Landschaft“, wobei die Thematik hier deutlich expressiver und abstrakter umgesetzt wurde. Das unregelmäßige Flächenspiel, lässt Rückschlüsse auf seine grafische Arbeitsweise zu. Die sehr intensive Farbgebung in Rot, Blau und Gelb lässt sich vermutlich auf gestalterische Vorgaben innerhalb der Baugebietsplanung zurückführen. Als dritte Arbeit folgt „Kosmos“ von Heinz Plank. Es sticht vor allem durch sein Format heraus. Durch das gleichmäßige Arrangieren kleiner dreieckiger bemalter Emailleplatten kreiert er ein großes gleichschenkliges Dreieck, in dessen Inneres er einen Kreis setzt. Der Aufbau erinnert ikonografisch an das Allsehende Auge. Die hochformatige Bildtafel Prometheus von Michael Morgner zeigt ein Bildmotiv, mit dem er sich zeitgleich für die zum 150. Todestag Johann Wolfgang Goethes vom Kulturbund der DDR in Auftrag gegeben Prometheus-Mappe künstlerisch auseinandersetzte. Die Figur des aufstrebenden Prometheus wird hier durch ein Dreieck im Hintergrund begleitet – ein gestalterisches Element, das Morgner neben dem Pfeil und dem Kreuz in seinen Werken immer wieder aufgreift. Das fünfte Bildfeld am westlichen Grundstücksende ist ein Werk des Malers und Grafikers Uwe Bösch. Es zeigt zwei sich einander zugewandte Gesichter im Profil, die von kindlichen Spielutensilien wie Papierfliegern, Windrädchen oder einem Ball umgeben sind. Das Bild trägt den Titel „Zwiegespräch“ und setzt sich inhaltlich mit dem Thema Familie auseinander. Die elf Formsteinwände, die alle großformatigen Emailletafeln auf Betonträgern miteinander verbinden, wurden 1983 von dem Chemnitzer Bildhauer Hubert Schiefelbein geschaffen und tragen den Titel „Kreuzkehre“. Der Höhenversatz kann als spielerische Gestaltungsabsicht – wie der zick-zack-förmige Verlauf und das spiegelverkehrte Setzen des Formsteines – jedoch auch als Reaktion auf die Begebenheiten des Landschaftsprofils gedeutet werden. Bei dem Bildwerk entlang des Boulevards Bruno-Granz-Straße handelt es sich um einen wesentlichen Bestandteil der städtebaulichen Planungen und der damit verbundenen komplexen gestalterischen Ideen der Zeit. Neben der konzeptionellen Funktion als Teil eines der größten sozialistischen Neubaugebiete der DDR zeugen die Bildwerke von einer künstlerischen Qualität und Eigenart eines jeden der fünf Schöpfer und sind damit von kunsthistorischer Bedeutung. Als künstlerische Gemeinschaftsarbeit im öffentlichen Raum besitzt sie zudem eine sozialgeschichtliche Bedeutung und darüber hinaus Seltenheitswert. | 09307508 |
|                                         | Wohnstallhaus und zwei Seitengebäude eines Dreiseithofes                                              | Markersdorfer Straße 129 (Karte) | Bezeichnet mit 1827 (Wohnstallhaus); 2. Drittel 19. Jahrhundert (Seitengebäude) | Hofanlage mit Wohnstallhaus und zwei Seitengebäuden, geschlossener Gesamteindruck, bedeutender Rest der ursprünglichen dörflichen Ortsbebauung im Kontrast zur hart angrenzenden Plattenbausiedlung des Fritz-Heckert-Wohngebiets, baugeschichtlich von Bedeutung | 09204632 |
| Weitere Bilder                          | Wohnhaus in offener Bebauung (Nr. 19) mit Gärtnerhaus (Nr. 19a) sowie Villengarten (Landhaus Stickel) | Morgenleite 19, 19a, 21 (Karte)  | 1928                                                                            | Stattliches Landhaus, Holzhaus in Fertigteilbauweise der Firma Christoph & Unmack aus Niesky, baugeschichtlich, gartenkünstlerisch und ortsgeschichtlich von Bedeutung | 09204626 |
|                                         | Wohnhaus in offener Bebauung, mit Villengarten (Landhaus Stern)                                       | Morgenleite 25 (Karte)           | Um 1930                                                                         | Holzhaus, qualitätvoller traditionalistischer Landsitz in Fertigteilbauweise der Firma Christoph & Unmack aus Niesky, auf großem Gartengrundstück, weitestgehend original erhalten, baugeschichtlich und ortsgeschichtlich von Bedeutung | 09204642 |

## Ehemaliges Denkmal
| Bild                                    | Bezeichnung | Lage                            | Datierung | Beschreibung                                              | ID |
| --------------------------------------- | ----------- | ------------------------------- | --------- | --------------------------------------------------------- | -- |
| Direkt Bild zu diesem Denkmal hochladen | Wohnhaus    | Meinersdorfer Straße 13 (Karte) |           | Abgerissen vor 2001, Streichung aus der Denkmalliste 2010 |    |

## Tabellenlegende
- Bild: Bild des Kulturdenkmals, ggf. zusätzlich mit einem Link zu weiteren Fotos des Kulturdenkmals im Medienarchiv Wikimedia Commons. Wenn man auf das Kamerasymbol klickt, können Fotos zu Kulturdenkmalen aus dieser Liste hochgeladen werden:
- Bezeichnung: Denkmalgeschützte Objekte und ggf. Bauwerksname des Kulturdenkmals
- Lage: Straßenname und Hausnummer oder Flurstücknummer des Kulturdenkmals. Die Grundsortierung der Liste erfolgt nach dieser Adresse. Der Link (Karte) führt zu verschiedenen Kartendiensten mit der Position des Kulturdenkmals. Fehlt dieser Link, wurden die Koordinaten noch nicht eingetragen. Sind diese bekannt, können sie über ein Tool mit einer Kartenansicht einfach nachgetragen werden. In dieser Kartenansicht sind Kulturdenkmale ohne Koordinaten mit einem roten bzw. orangen Marker dargestellt und können durch Verschieben auf die richtige Position in der Karte mit Koordinaten versehen werden. Kulturdenkmale ohne Bild sind an einem blauen bzw. roten Marker erkennbar.
- Datierung: Baubeginn, Fertigstellung, Datum der Erstnennung oder grobe zeitliche Einordnung entsprechend des Eintrags in der sächsischen Denkmaldatenbank
- Beschreibung: Kurzcharakteristik des Kulturdenkmals entsprechend des Eintrags in der sächsischen Denkmaldatenbank, ggf. ergänzt durch die dort nur selten veröffentlichten Erfassungstexte oder zusätzliche Informationen
- ID: Vom Landesamt für Denkmalpflege Sachsen vergebene, das Kulturdenkmal eindeutig identifizierende Objekt-Nummer. Der Link führt zum PDF-Denkmaldokument des Landesamtes für Denkmalpflege Sachsen. Bei ehemaligen Kulturdenkmalen können die Objektnummern unbekannt sein und deshalb fehlen bzw. die Links von aus der Datenbank entfernten Objektnummern ins Leere führen. Ein ggf. vorhandenes Icon  führt zu den Angaben des Kulturdenkmals bei Wikidata.